# Брегови ракетен комплекс „Редут“
Бреговият ракетен комплекс „Редут“ (4К44Б „Редут“) е създаден за поразяване на противникови кораби от всякакъв клас в крайбрежната зона.
Разработен е в съответствие с постановление СМ № 903 – 378 от 16 август 1960 г. в Опитно-конструкторско бюро 52 (в гр. Реутов, Московска област) под ръководството на Владимир Иванович Челомей. Комплексът е създаден на базата на използваната тогава тактическа противокорабна ракета П-35. На практика се състои от ракетен силоз, ракета и самоходно шаси.

## Самоходна пускова установка
Самоходната пускова установка „СПУ-35“ е създадена от 4-осно шаси на автомобил „ЗИЛ-135К“. След пренасяне на производството в завода в Брянск самоходното шаси е преименувано на „БАЗ-135МБ“.
Тактико-технически данни
| ТТДанни                  |                      |
| Колесна формула          | 8х8                  |
| Шаси                     | ЗИЛ-135К / БАЗ-135МБ |
| Тегло, кг                | 21 000               |
| Дължина, м               | 13,5                 |
| Височина, м              | 3,53                 |
| Широчина, м              | 2,86                 |
| Максимална скорост, км/ч | 40                   |
| Боен разчет, души        | 5                    |

## Ракета
Въоръжението на СПУ-35 е крилата ракета тип П-35Б. Обозначението по НАТО е Sepal. В Министерството на отбраната на САЩ е заведена като SSC-1B (Surface-to-Surface Cruise тип 1 втори вариант). Оборудвана е с 2 стартови и 1 маршеви двигател с твърдо гориво.
Тактико-технически данни
| ТТДанни                             |                   |
| Далекобойност, км                   | 25-250-460        |
| Достигана височина в полет, м       | 400 / 4000 / 7000 |
| Скорост при полет, М                | 1,5               |
| Ъгъл на пикиране, град.             | 80                |
| Дължина, м                          | 9,45              |
| Широчина с прибрани криле, м        | 1,544             |
| Размах на крилете, м                | 2,6               |
| Макс.диаметър на корпуса, м         | 1,0               |
| Височина, м                         | 1,5               |
| Маса при старт, кг                  | 4500              |
| Бойна глава                         | фугасна / ядрена  |
| Маса на бойната глава, кг           | 1000              |
| Мощност на ядрената бойна глава, кТ | 350               |
| Гориво                              | керосин           |
| Тяга на двигателите, кгс            | 2х30000           |

## История
Изпитанията на СПУ-35 започват есента на 1963 г. С постановление СМ № 631 – 202 от 11 август 1966 г. комплексът е приет на въоръжение. В Балтика превъоръжаването на 10-и отделен брегови ракетен полк започва през 1972 г. 501-ви брегови ракетен полк на Северния флот е превъоръжен през 1971 – 1974 г. С постановление от 16 юли 1961 г. се превъоръжават всички комплекси „Утьос“, използващи ракети „Сопка“, с ракети П-35Б. Първият пуск на П-35Б е направен на п-в Балаклава на 30 май 1971 г. Официално дивизионът на Балаклава получава СПУ-35 през 1973 г. Понастоящем е предаден на Украйна. Въоръжаването на стационарните комплекси на п-в Килдин се извършва на 2 етапа – през 1976 и 1983 г.
Ракетният полк на Черноморския флот, дислоциран на п-в Балаклава, нееднократно пребивава в България, идвайки на собствен ход. Заема позиции, с които може да подложи на директен обстрел Босфора, Дарданелите и част от Егейско море.
През 1974 г. на базата на комплекса П-35 се разработва ЗМ44 „Прогрес“. Новата ракета е снабдена с подобрена бордова система, по-устойчива на външни смущения и с повишена избирателност на целите. След изпитанията, проведени през 1976 – 1977 г., са въоръжени няколко кораба и бреговите комплекси „Редут“ и „Утьос“. Ракетата официално е приета на въоръжение през 1982 г. Произвеждана е до 1987 г.

## Действие на бреговия комплекс
Бреговият ракетен комплекс „Редут“ не е самостоятелна бойна единица. В състава му влизат транспортно-зареждаща машина (ТЗМ) и радиолокационни станции (РЛС „Мыс“, „Бурун“). Подготовката и зареждането на СПУ става след заемането на бойна позиция. Времето за привеждане в бойна готовност на комплекса – зареждане на ракета от ТЗМ, разгръщане на РЛС и целеуказване – отнема около 1,5 часа при добре подготвен боен разчет.
СПУ повдига ракетния контейнер в бойно положение (при ъгъл около 20 градуса). РЛС „Мыс“ засича надводни цели и ги предава на РЛС за следене и водене на цели по системата „свой-чужд“. След това системата за управление избира СПУ, готова за стрелба и изстрелва ракетата. След пуска се задейства маршевият двигател и ракетата стартира с помощта на двата ускорителя на твърдо гориво. Излизайки от контейнера, се отварят крилата и ракетата набира височина и скорост. След изразходване на горивото си стартовите двигатели се отделят и ракетата с маршовия двигател се снишава до необходимата височина на полет. Инерционната система за управление поддържа курса, височината и скоростта.
При достигане района с целта се включва активен радиолокатор (АРЛ), който предава на оператора локационната картина на целта. След указването ѝ се включва топлинната многоимпулсна глава за насочване (ГСН) и следва попадение. Детонатор задейства фугасната бойна глава след попадение в целта.

## Преимущества и недостатъци
Обикновено „Редут“ се сформира в батарея с по 3 СПУ с 6 ракети. 5 – 6 батареи (15 – 18 ПУ) образуват батальон, 3 батальона образуват бригада. 1 или няколко батареи могат да покриват изцяло бреговата линия. Ракетата е снабдена с изключително мощна бойна глава, има висока скорост на полет, което увеличава възможността за поражение и я прави трудна за вражески ПВО. Далекобойността и възможността за подмяна на фугасната с ядрена бойна глава я прави способна да унищожи кораб от всякакъв клас в обсега си.
Технически остаряла ракета, с голяма стартова маса и размери са измежду съществените недостатъци на комплекса. СПУ може да носи само 1 заредена ракета и не може да направи самостоятелно зареждане, пуск и водене до целта. Времето за разгръщане на батареята и обслужващите машини и станции е голямо. Голям е броят и на бойния разчет на комплекса. При по-далечни цели локационното водене на ракетата е затруднено.

## Използване на комплекса
По данни от 1988 г. на въоръжение в СССР са в:
- Балтийски флот – 6 батальона;
- Черноморски флот – 5 батальона;
- Северен флот – 3 батальона;
- Тихоокеански флот – 5 батальона.

Според различни данни комплекс „Редут“ е на въоръжение също в Сирия – 18 СПУ, Югославия – няколко батареи, в България.
След разпадането на СССР комплексите СПУ, базирани на Кримския полуостров, са предадени на Украйна. Няма данни за преработки или модификации по комплекса от използващите го държави поради изключително контролираното му предоставяне от страна на СССР и пълно засекретяване на лицензните документи.
„Редут“ е приет на въоръжение в България през 1979 г., заменяйки комплекса „Сопка“ (4К87 „Сопка“). Сформира се флотски ракетен полк близо до Варна. През 1981 г. в полка е приет новият ракетен комплекс „4К51 Рубеж“.